# Federação Mineira de Futebol de Salão
A Federação Mineira de Futsal é uma entidade regulamentadora da prática de futebol de salão no estado brasileiro de Minas Gerais. Organiza anualmente o Campeonato Mineiro de Futsal, Campeonato Metropolitano de Belo Horizonte e Campeonato Mineiro do Interior.